# Stictigramma kasyi
Stictigramma kasyi là một loài bướm đêm trong họ Noctuidae.